# Europese weg 264
De Europese weg 264 of E264 is een Europese weg die loopt van Jõhvi in Estland naar Inčukalns in Letland. De E264 loopt in Estland over de Route 3 en in Letland over de A3.

## Algemeen
De Europese weg 264 is een Klasse B-verbindingsweg verbindt het Estse Jõhvi met het Letse Inčukalns en komt hiermee op een afstand van ongeveer 340 kilometer. De route is door de UNECE als volgt vastgelegd: Jõhvi - Tartu - Valga - Valka - Valmiera - Inčukalns.

## Traject
Estland
- Jõhvi (aansluiting op de E20)
- Tartu (aansluiting op E263)
- Valga

Letland
- Valka
- Valmiera
- Inčukalns (aansluiting op E77)

## Nationale wegnummers
De E264 loopt over de volgende nationale wegnummers, van noord naar zuid:
| Nummer  | Tracé               |
| Estland | Estland             |
| ------- | ------------------- |
| 3       | Jõhvi - Letland     |
| Letland |                     |
| A3      | Estland - Inčukalns |